# توهم چشم‌بسته
توهمات چشم بسته و مصورسازی‌ی چشم بسته یا سی‌ای‌وی (closed eye visualizations - CEV) توهماتی هستند که وقتی چشمان فرد بسته است یا زمانی که در اتاقی تاریک است رخ می‌دهد. این پدیده می‌تواند نوعی از فسفن باشد. برخی افراد CEV را تحت تأثیر داروهای روانگردان گزارش می‌کنند. گزارش شده‌است که اینها ماهیتی متفاوت از توهمات «چشم باز» با همان ویژگی‌ها دارند. توهمات مشابه به دلیل از دست دادن بینایی رخ می‌دهد، که سندروم چارلز بونت خوانده می‌شود.

## سطوح ادراک توهم چشم‌بسته
پنج سطح شناخته شده از ادراک سی‌ای‌وی وجود دارد که می‌تواند از طریق محرک‌های شیمیایی یا از طریق تکنیک‌های ریلکسیشن مراقبه‌ای به دست آید. سطح ۱ و ۲ بسیار رایج است و اغلب هر روز اتفاق می‌افتد. تجربه سطح ۳ و حتی سطح ۴ هنوز طبیعی است، اما تنها درصد کمی از مردم این کار را بدون داروهای روانگردان، مدیتیشن یا آموزش تجسم گسترده انجام می‌دهند.